# Khalid Ishaq
Khalid Ishaq (Shikaripur, 16 agosto 1926 – Karachi, 7 febbraio 2004) è stato un avvocato, giurista e studioso di diritto, letteratura e studi islamici pakistano.